# Corps des Marines de l’Armée populaire de libération
Le Corps des Marines de l'Armée populaire de libération (PLANMC), également connu sous le nom de Corps des Marines de l'Armée populaire de libération (PLAMC), est la force d'infanterie de marine de la république populaire de Chine (RPC) et l'une des cinq branches principales de la Marine de l'APL.

## Historique
Le premier régiment de fusiliers marins de la marine de la république populaire de Chine est formé en 1953. L'effectif montera au niveau d'une division intégrée à la flotte de l’Est face à Taïwan jusqu'à sa dissolution en octobre 1957, les missions amphibies étant reprises par des unités de l’armée de terre. En 1979, il est décidé de récréer un corps d'infanterie de marine et la Première brigade de marine est activée le 5 mai 1980.
Relativement limitée avec deux brigades et un effectif de 8 à 12 000 hommes jusqu'au début des années 2010, elle voit sa puissance augmentée à quatre brigades et 20 000 hommes début 2017 et il est alors planifié, selon un article d'avril 2017, une force de 100 000 hommes à la suite de l'intégration de brigades de l'armée de terre, cette dernière ayant fait passer de deux à quatre le nombre de divisions d'infanterie mécanisée amphibie en 2015. Cela passant le nombre de brigades à 7.

## Organisation
Elle est passée en 2017 de deux brigades à sept dont une d'aviation légère ( le QG de cette dernière est à Zhucheng, elle est équipée depuis 2020 d'hélicoptères de manœuvres Changhe Z-8C depuis 2020 et de Harbin Z-9).
Ces forces terrestres se composent en 2020 de six brigades de 6 000 hommes.
En 2017, la marine chinoise dispose de 89 navires amphibies pouvant embarquer jusqu’à 40 000 hommes. Et la flotte est en augmentation constante. Dans les années 2020, les principaux navires amphibies sont les Type 075.